# لبروسية إندفاعية
اللبروسية الاندفاعية أو اللبروسية الموجية (بالإنجليزية: Surge wrasse)‏ واسمُها العِلمي Thalassoma purpureum، هي نوع من أنواع فصيلة اللبروسية، وموطنها الأصلي هوَ جنوب شرق المحيط الأطلسي حيثُ تعبر من خلال المحيط الهندي وَالهادئ، وتسكن الشعاب المُرجانية والشواطئ الصَخرية في مناطق الأمواج الكَثيفة على عُمق 10 متر (33 قَدم) من السَطح.
قد يصل طول اللبروسية الاندفاعية إلى 46 سم (18 إنش) وَقد يبلغ وزنُها 1.2 كغم (2.6 رطل)، ويعتبر هذا النَوع قليل الأهمية بالنسبة لمصائد الأسماك التِجارية المَحلية، ولكن هذا النوع من الأسماك يَشيع استعماله كوسيلة للعب، ويمُكن العثور عليه في محلات بيع أسماك الزَينة (أسماك الأحواض التي تستعمل للزينة).

## المعرض
- اللبروسية الاندفاعية تحت الماء في جزيرة لورد هاو